# Chris Bailey (Animator)

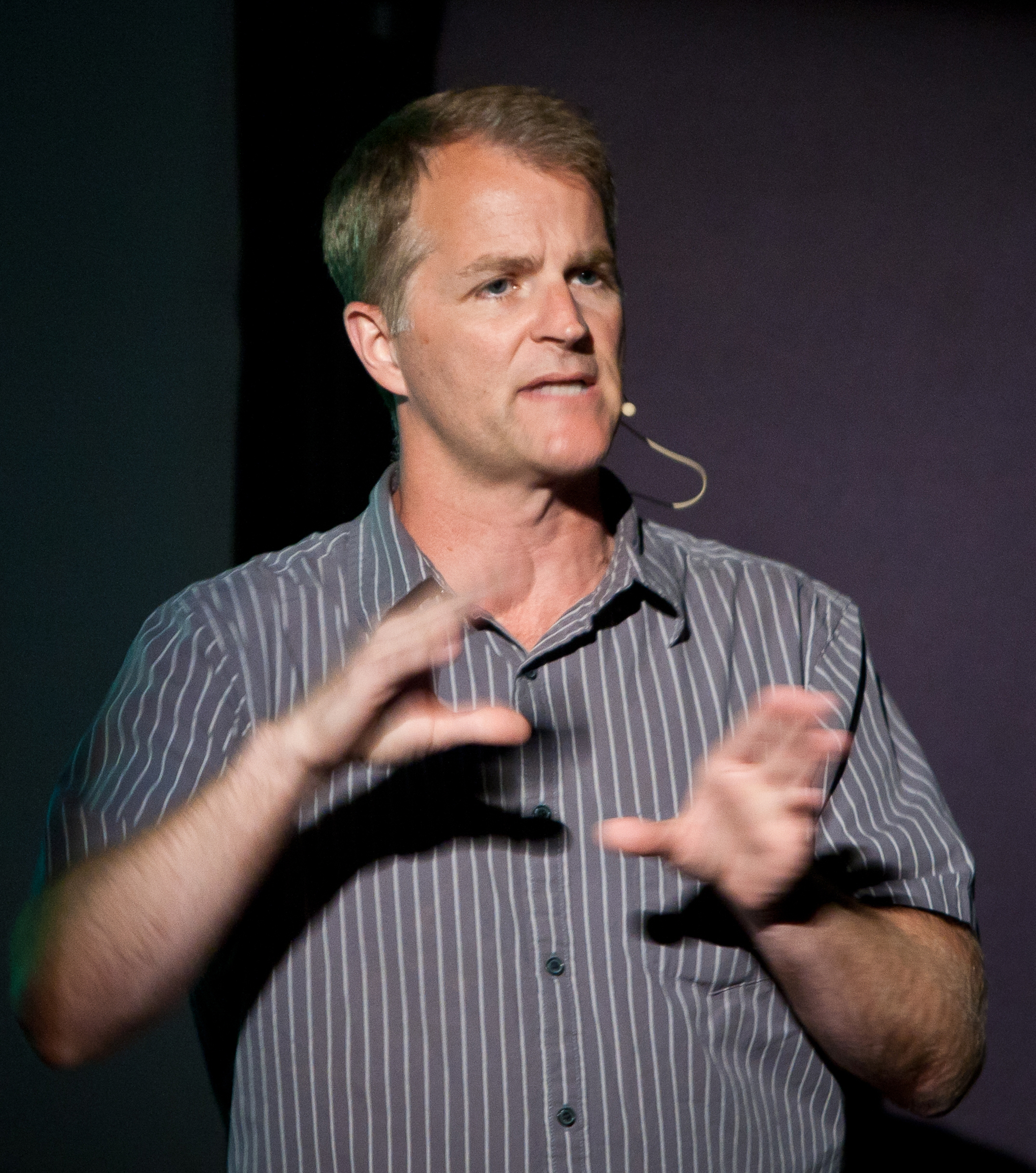
Chris Bailey 2011

Christopher „Chris“ Bailey (* 26. März 1962 in Portland, Oregon) ist ein US-amerikanischer Animator und Filmregisseur.

## Leben
Bailey besuchte ab 1980 das Character Animation Program der CalArts und arbeitete anschließend bei Don Bluth Productions, wo er am Computer Videospiele animierte. Er wurde 1984 Animator bei Disney Feature Animation und war unter anderem an Arielle, die Meerjungfrau und Bernard und Bianca im Känguruhland beteiligt. Zudem animierte er verschiedene Musikvideos, darunter jenes zu Paula Abduls Single Opposites Attract und Mick Jaggers Hard Woman.
Bailey gab 1995 sein Regiedebüt beim Kurzanimationsfilm Micky Monster Maus, für den er eine Oscarnominierung in der Kategorie Bester animierter Kurzfilm erhielt. Er war zudem Regisseur von zehn Folgen der Trickserie Kim Possible und wurde als Regisseur und ausführender Produzent der Serie 2003 für einen Emmy nominiert. Er war bei zahlreichen Realfilmen als Regisseur oder Supervisor für Trickcharaktere aktiv, so in Inspektor Gadget (1997), Garfield – Der Film (2004) und Alvin und die Chipmunks – Der Kinofilm (2007). Nach einer längeren Zeit als Animation Supervisor für 20th Century Fox arbeitete Bailey als Berater für 20th Century Fox und Blue Sky Studios. Als Gastdozent unterrichtet er unter anderem an der California Lutheran University, der CalArts und der Vancouver Film School Animation.

## Filmografie (Auswahl)

### Als Regisseur
- 1995: Micky Monster Maus (Runaway Brain)
- 1998: It’s Tough to Be a Bug
- 2000–2001: Clerks: Uncensored (TV-Serie, sechs Folgen)
- 2001: Major Damage
- 2002–2005: Kim Possible (TV-Serie, zehn Folgen)
- 2003: Kim Possible: The Secret Files
- 2008: Lady D
- 2008: Lefty
- 2008: Georgy
- 2008: Sean
- 2008: Judy M.D.: Super Surgeon
- 2022: Paws of Fury: The Legend of Hank

### Als Animator
- 1985: Starchaser: The Legend of Orin
- 1987: Sport Goofy in Soccermania
- 1988: Technological Threat
- 1988: Oliver & Co. (Oliver & Company)
- 1989: Bugs Bunny’s Wild World of Sports (TV)
- 1989: Arielle, die Meerjungfrau (The Little Mermaid)
- 1990: Bernard und Bianca im Känguruhland (The Rescuers Down Under)
- 1994: Der König der Löwen (The Lion King)
- 1997: Hercules
- 2004: Garfield – Der Film (Garfield)
- 2006: Garfield 2 (Garfield: A Tail of Two Kitties)
- 2007: Alvin und die Chipmunks – Der Kinofilm (Alvin and the Chipmunks)
- 2009: Alvin und die Chipmunks 2 (Alvin and the Chipmunks: The Squeakquel)
- 2011: Hop – Osterhase oder Superstar? (Hop)

## Auszeichnungen
- 1996: Oscar-Nominierung, Bester animierter Kurzfilm, für Micky Monster Maus
- 2003: Emmy-Nominierung, Emmy Awards, für Kim Possible